# Felkelés Dzsammu és Kasmír államban
Kasmírban az erőszak több formában létezett, főleg India északi államában Dzsammu és Kasmírban, a vitatott területnek az indiai oldala. Kasmír területe a szembenálló felek fegyveres hadjáratainak célpontja. 1989 óta ezrek és ezrek vesztették életüket köszönhetően a felerősödött lázadásoknak. Halálos áldozatok voltak a civilek, az Indiai Fegyveres Erők és a kasmíri illetve a nem kasmíri fegyveresek között.
A pakisztáni ISI-t (Inter-Services Intelligence) vádolta India és az Amerikai Egyesült Államok a mudzsáhid támogatásával és kiképzésével, hogy harcoljanak Afganisztánban és Kasmírban. Lásd Dzsammu és Kasmír történelmét.

## Összecsapások
Noha szórványosan sok régióban előfordultak konfliktusok, fokozódó támadások az 1980-as években történetek, amikor a mudzsáhid harcosai Afganisztánból lassan beszivárogtak a területre Pakisztán segítségével a szovjet-afgán háború végével 1989-ben. Attól az időtől kezdve az erőszak intenzitása kiszélesedett. Sok szeparatista hajtott végre támadásokat indiai civileken, és az Indiai Fegyveres Erők válaszképpen megszállta a területet.
India gyakran megerősítette, hogy a legtöbb képzett harci szeparatista csoportnak Pakisztán és a Pakisztán igazgatta Kasmír a kiindulópontja. Néhányan, mint az 1993-ban megalakult APHC (All Parties Hurriyat Conference) és Dzsammu és Kasmír Liberális Front nyíltan követelte Kasmír függetlenségét. Más harci csoportok, mint a Lashkar-e-Taiba és a Jaish-e-Mohammed (JEM) (Mohamed hadserege) pakisztáni-kasmíri kedvezményezettek. Ezek a csoportok a tálibokkal és Oszáma bin Láden vannak/ voltak kapcsolatban. Mindkét szervezet egyike sincs már hatással, miután az Indiai és Pakisztáni kormány és más országok - Amerika, Egyesült Királyság - betiltották őket. Nagyobb harci csoportoknak, mint a Hizbul Mudzsáhidnak az indiaiak által kormányzott Kasmír a kiindulópontja.
- 1989-ben egy indiai miniszter - név szerint Rubaiya Sayeed - lányát elrabolták.
- 1995-ben nyugati turistákat raboltak el Dzsammu és Kasmír államban, négyőjüket meggyilkolták.
- 2006. július 7-én 190 embert halt meg és 700 megsebesült egy bombától.